# Abegg-Stiftung
Abegg Stiftung Riggisberg (česky Nadace manželů Abeggových v Riggisbergu) je významné švýcarské muzeum historického textilu, uměleckých řemesel a galerie gotické a renesanční malby, dále centrum restaurování textilu a školicí středisko restaurování textilu, situované východně od obce Riggisberg, asi 23 km jižně od hlavního města Bern a několik km severně od Thunského jezera, v kantonu Bern.

## Zakladatel a počátky muzea
Muzeum nese jméno svého zakladatele a mecenáše. Byl jím Werner Abegg (9. prosince 1903 v Curychu; † 13. července 1984 v Bernu), švýcarský textilní podnikatel, sběratel textilií a zakladatel Abeggovy nadace v Riggisbergu. Abegg pocházel ze starobylé rodiny textilních podnikatelů, kteří již od 16. století obchodovali s hedvábím a koncem 18. století založili vlastní závod. Werner po svém otci Carlovi a strýci Augustovi roku 1924 převzal vedení rodinné textilní továrny v Perose a přádelnu bavlny ve Val di Susa v Piemontu, v severní Itálii. Projevil se jako velmi schopný manažer, modernizace továren a prosperita jejich výroby mu přinesly značné bohatství. Zavedl například jako jeden z prvních výrobu umělé kůže (koženky). Zároveň se od mládí věnoval svým zálibám ve sbírání historických textilií, dalších uměleckořemeslných prací a italské malby.
V roce 1947 Abegg továrny prodal a přestěhoval se do New Yorku, kde pokračoval ve sběratelství.
Po návratu do rodného Švýcarska v roce 1961 založil Abeggovu nadaci.

## Riggisberg a pobočky
V roce 1967 byla již značně rozšířená muzejní sbírka přemístěna do nového komplexu budov v Riggisbergu, který projektoval architekt Gyula Széchényi. Blízko muzea si Abegg dal vybudovat Vilu Abegg ve stylu benátského baroka s kompletním vnitřním zařízením ve stylu baroka a rokoka a s uměleckohistoricky cenným vybavením. Nadaci nadále řídila a o nákupech do artefaktů do sbírek rozhodovala kromě Wernera Abegga správní rada s poradní skupinou expertů, v jejímž čele po čtvrt století stál vídeňský kunsthistorik medievalista Hermann Fillitz, mezi kurátory středověkých textilií se na experta vypracoval Karel Otavský, hlavní restaurátorkou byla do roku 1994 paní Mechthilda Flury-Lemberg, v současnosti se na vedení podílí dr. Regula Schorta a kurátorka prof. Dr. Evelin Wetter.
Restaurátorské dílny v první letech nadaci sloužily především k údržbě vlastního muzejního fondu textilií, ale po roce 1969 se rozšířila na školicí a vědeckovýzkumné centrum historického textilu. V roce 2007 byly přistavěny další budovy a nejcennější část textilních sbírek do nich přestěhována.
Zájem o historické textilní manufaktury a přádelny vedl Wernera Abegga do Itálie, kde zakoupil starou hedvábnickou manufakturu v Garlate i se starými tkalcovskými stavy a filatoriem, zřídil v ní muzeum hedvábnictví s předváděcí expozicí pěstování a zpracování bource morušového; v zahradě dal vysadit morušový sad a v sezóně tam se svou manželkou Margareth bydlel.

## Sbírky
Nadace má široký technický, tematický i geografický záběr sbírkového programu. Její akvizice sahají od fragmentů pozdně starověkých uměleckořemeslných předmětů a hrobových tkanin ze 4. století přes oděvy, oděvní doplňky a galanterii z celého světa. Významné jsou kolekce egyptských koptských textilií, arabské a perské textilie, byzantské tkaniny a všechny historické etapy vývoje hedvábnictví až do 17. století. Část expozice je věnována Hedvábné stezce. Vzhledem k citlivosti textilií na světlo bývají vzácné exponáty prezentovány jen při krátkodobých nebo sezónních výstavách. Stálá expozice zahrnuje kolekci archeologických nálezů, vzácných italských obrazů doby gotické a renesanční, a také orientální sbírku. Knihovna v roce 1994 obsahovala přes 60.000 svazků.

## Spolupráce na českých projektech
Po roce 1989 navázala Nadace spolupráci s českými muzejními a restaurátorskými pracovišti. Podílela se na restaurování hrobových oděvů a textilií z Královské hrobky na Pražském hradě, poskytla své know-how a konzultanty při zařizování restaurátorských dílen Správy Pražského hradu, přijímá také každoročně na školení české badatele a restaurátorky textilu.

## Galerie

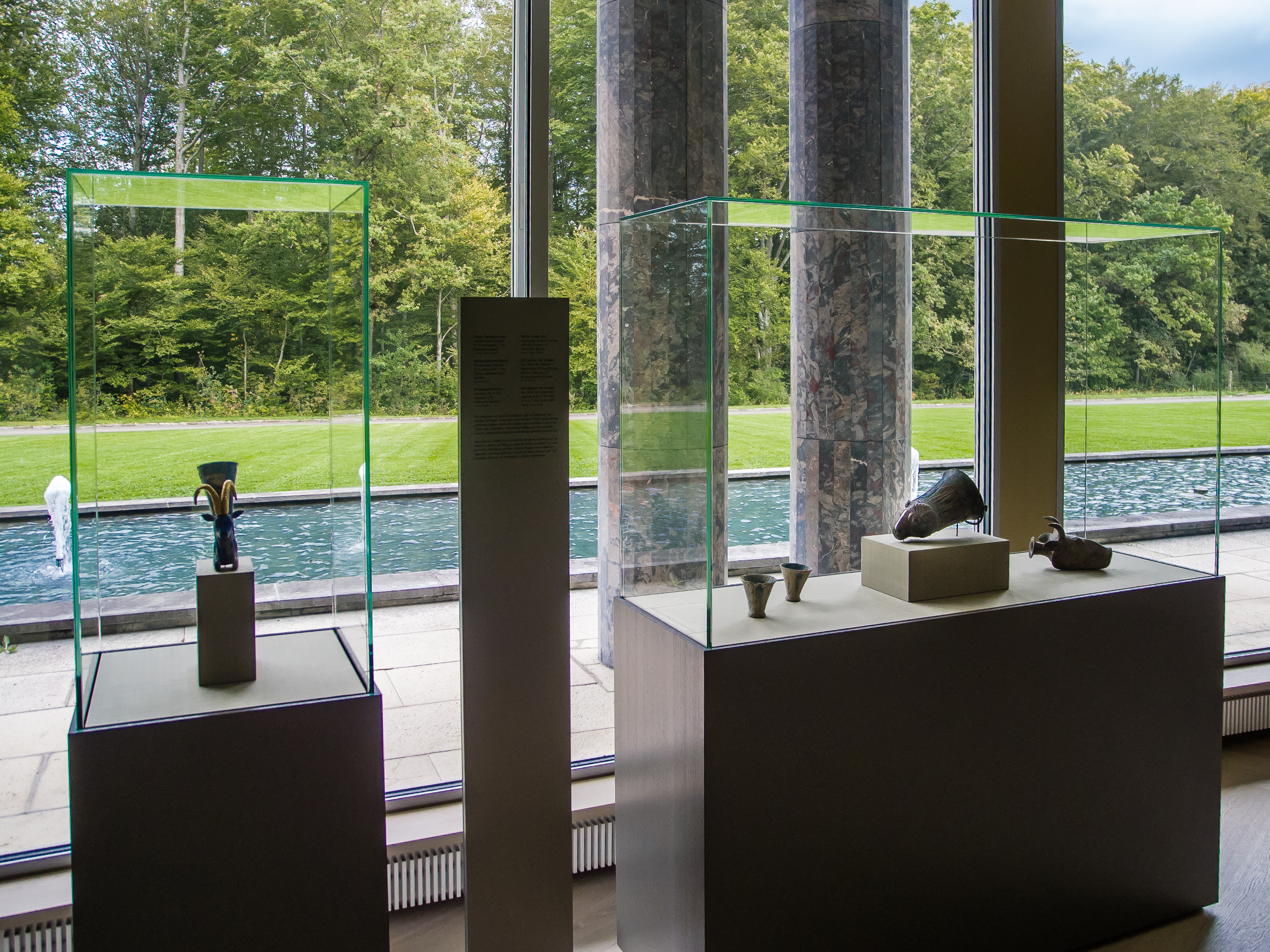
Starověká soška, nádobí
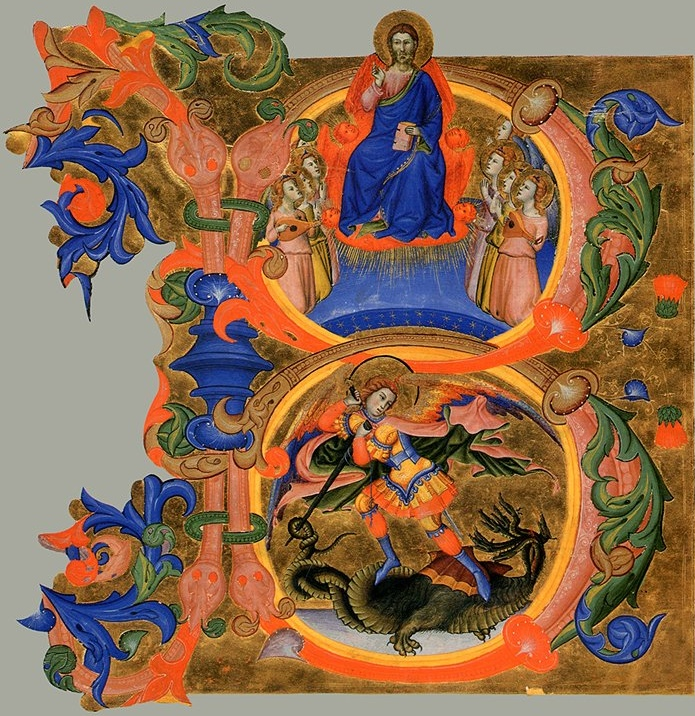
Graduál ze Sta Maria degli Angeli, Florencie kolem 1380
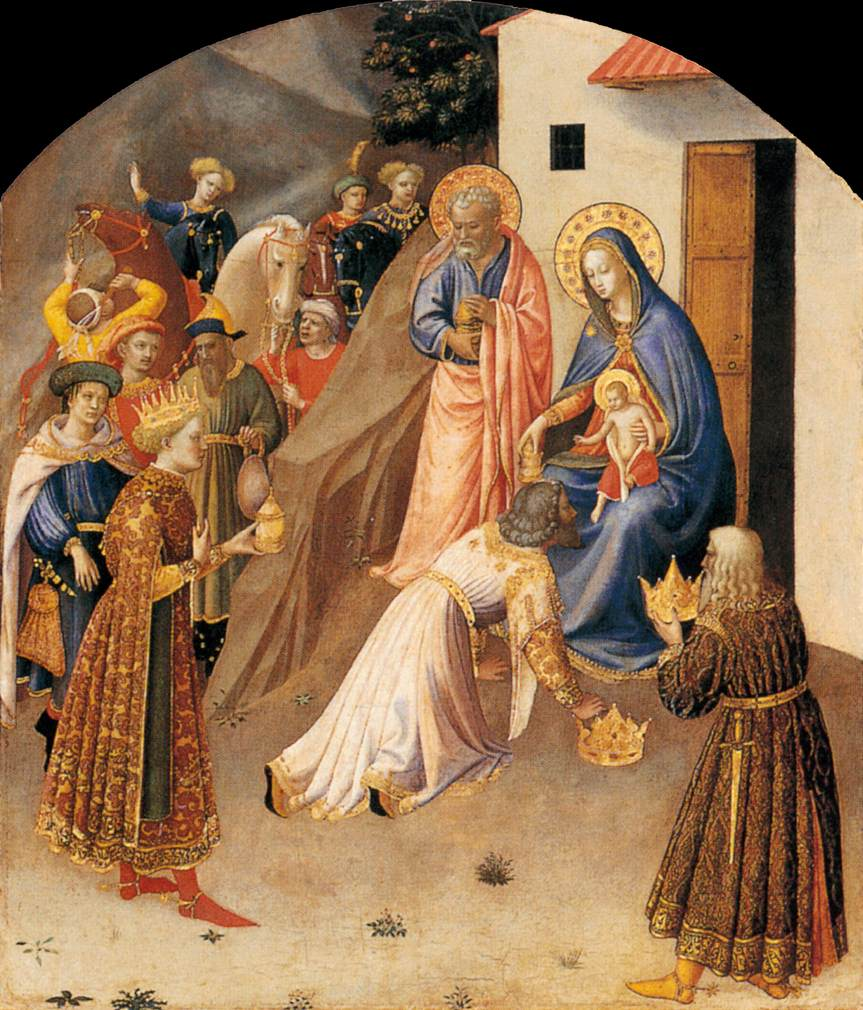
Fra Angelico: Klanění tří králů, Florencie 1423–1424
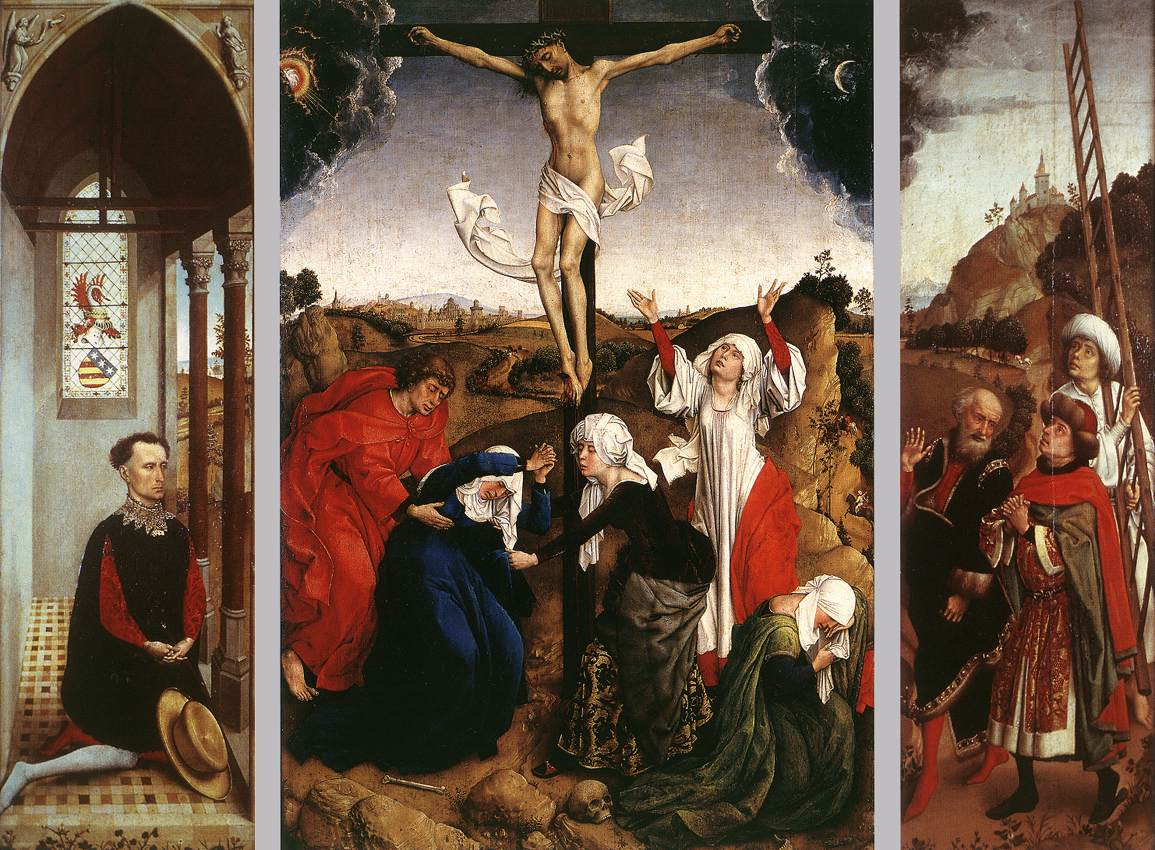
Rogier van der Weyden: Pašijový triptych s donátorem, kolem 1445
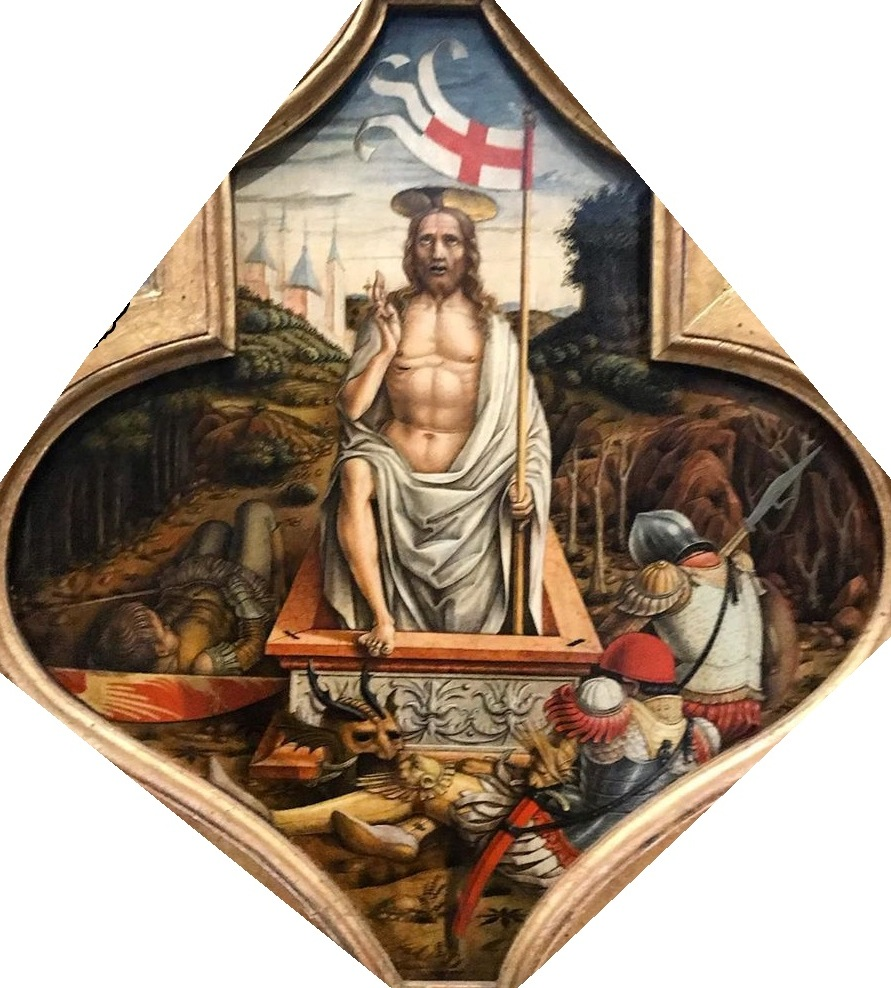
Carlo Crivelli: Zmrtvýchvstání Krista 1482
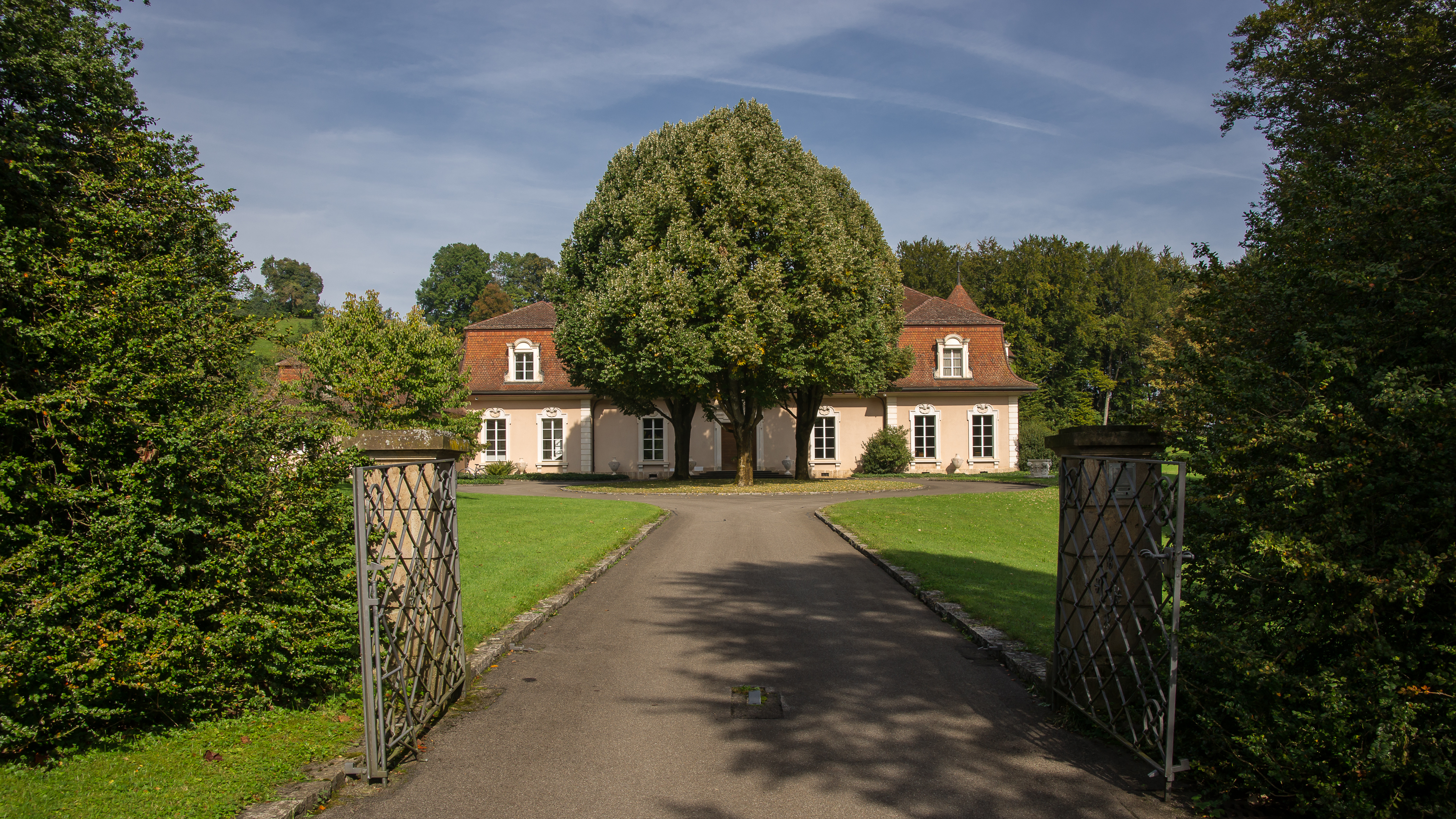
Villa Abegg